# Långtjärnen (Nordmarks socken, Värmland, 664533-140502)
Långtjärnen är en sjö i Filipstads kommun i Värmland och ingår i Göta älvs huvudavrinningsområde.